# 祖国阵线 (保加利亚)

祖国阵线标志

祖国阵线（缩写为ОФ，罗马化：Otechestven front，缩写为OF）是保加利亚历史上的一个统一战线组织.。
1942年7月17日，居住在苏联莫斯科的保加利亚工人党领导人提出建立反抗纳粹德国和保加利亚国内的法西斯专政的政治联盟“祖国阵线”。1943年8月10日，保加利亚工人党、保加利亚农民联盟、环节和保加利亚社会民主工党（广泛派社会主义者）的代表共同组成祖国阵线全国委员会。1944年9月，反法西斯人民起义取得胜利，祖国阵线政府成立。1945年11月和1946年9月，举行两次大选，该组织均获胜。该组织逐渐成为人民民主政权的监督与协商机构。
1948年2月，祖国阵线召开第二次代表大会，通过以建设社会主义为主要内容的新纲领，并修改章程，将其改组为统一战线组织，格奥尔基·季米特洛夫当选为祖国阵线全国委员会主席。1949年后，祖国阵线的成员党仅剩保加利亚共产党和保加利亚农民联盟。
在保加利亚人民共和国时期，祖国阵线的主要职能和任务包括：按照宪法精神教育群众和青年；在国民议会和地方人民会议选举中，代表保加利亚共产党和其他社会团体提出共同的候选人；与国务委员会共同组织全民讨论和投票；保持与中央和地方国家机关的联系；动员人民完成保加利亚共产党和政府提出的各项任务；吸引群众参与管理，举办公益活动，保障州和村镇副食自给制度的运作；协调社会团体的活动，监督人民的文化和生活福利措施；根据国家的外交政策开展国际交流等。该组织有自己的章程，但没有单独的纲领。该组织的最高领导机构是代表大会，每4年召开一次。大会选举产生全国委员会和中央财政监督委员会作为常设机构。各区、乡和地方设有相应的地方组织。该组织的机关报是《祖国阵线报》。
1990年2月15日，祖国阵线全国委员会召开全体会议，宣布祖国阵线独立于任何党派；同年6月，该组织解散。